# Седемте престола
Осеновлашкият манастир „Рождество Богородично“ („Света Богородица“), известен и като „Седемте престола“, e действащ православен мъжки манастир в Софийската епархия на Българската православна църква, намиращ се в Стара планина, край село Еленов дол, община Своге, Софийска област, близо до границата с Врачанска област.

## Местоположение
Разположен е на около 5 km югозападно от селото, в красивата долина на сравнително малката река Габровница, на пътя от гара Елисейна в Искърското дефиле към село Осеновлаг, Софийска област, в полите на връх Издремец (1492 m). Манастирът е сред Стоте национални туристически обекта, има печат целогодишно.

## Архитектура
Манастирските сгради обхващат: църква, камбанария, триетажна битова сграда (килийно училище) и двуетажна битова сграда с монашески килии и магерница. Особена историческа и архитектурна стойност представлява старинната манастирска църква „Рождество Богородично“. В нея под общ покрив са вградени 7 по-малки църкви (престола), откъдето е произлязло наименованието „Седемте престола“.

## История
Манастирът е основан в средата на XVI в.
Съществува местна легенда, че цар Петър Делян (Петър II, 11 век) е починал в манастира, който временно е бил и столица на България, а пръв игумен на светата обител е станал братът на българския владетел. Данни за съществуването на манастир или друга сграда на това място преди 16 век обаче няма.
Манастирът е по-известен с неофициалното си име „Седемте престола“ заради своята уникална църква. Предание разказва, че 7 боляри създали 7 селища в близост до манастира – Осеновлаг, Огоя, Оградище, Буковец, Лесковдол, Желен и Лакатник. В църквата има 7 престола – специалистите твърдят, че подобна не се среща никъде другаде сред българските християнски култови сгради.
Северно от него има градище и останки от крепост. Местните хора я наричат Латинското кале, малко останки от което (части от каменна стена) и днес могат да се видят, след като се поеме по стръмна пътека, започваща от манастира. Днешната порта на Седемте престола е взета именно от тези останки.
Друго предание говори, че в турско манастирът бил разрушен и опожарен. Вълчан събрал войводите. Решили да вдигнат манастира. Войводите били седем: Вълчан войвода, поп Мартин, Спирос Димитър, Маленко сърбин, Емин бей, Али бей и Петър. В тяхна чест църквата била направена със седем престола. Вълчан намислил всичко, за да скрие входа за подземието на калето. Там в подземието имало римско съкровище.
В манастира е пребивавал и служил литургия и Св. Софроний Врачански, епископ на Врачанска митрополия, в чийто диоцез е попадал манастирът тогава.
Манастирът е бил любимо място за поклонение на българския класик Иван Вазов, който е написал за него стихотворението „Клепалото бие“.
Сред забележителностите на манастира е гробът на известния български детски писател Змей Горянин (1905 – 1958 г.) в двора зад църквата.
Сегашният манастир е оформен при възстановяване през 1970 г. Към манастира през 1848 г. е изградено килийно училище. Манастирът е бил духовен и религиозен център с особено значение за развитието на околните селища по времето на османската власт.

## Игумени
Първият игумен е отец Гаврил, 11 век.
1770 – 1783 г. настоятел, поп Мойсей от с. Церово, Софийско
1774 – 1820 г. игумен, йеромонах Анани Рилец от с. Осеновлак. Софийско
1774 – 1790 г. настоятел, поп Мартин Войвода от с. Батин, Русенско
1791 – 1796 г. настоятел, поп Михаил от с. Осеновлак, Софийско
1822 – 1837 г. игумен Харалампий
1837 – 1838 г. игумен, йеромонах Теофан от София
1838 – 1839 г. игумен, йеромонах Констандий от Черепишкия манастир
1839 – 1869 г. игумен, йеромонах Христофор от Калофер – Сопотски манастир
1869 – 1872 г. настоятел, свещеник Никола Георгиев от с. Бов, Софийско
1872 – 1893 г. игумен, йеромонах Васирион от Черепишкия манастир
1893 – 1895 г., настоятел, свещеник Иван П. Михайлов от с. Осеновлак, Софийско
1895 – 1909 г. игумен, йеромонах Андрея от с. Зърнево, Неврокопско
1930 – 1953 г. игумен, йеромонах Кирил
1953 – 1955 г. игумен, поп Тодор
1955 – 1968 г. игумен, йеромонах Христофор Рилец от Рилския манастир
1968 – 2005 г. управител е протойерей Димитър Петров Кръстанов
2013 – 2014 г. игумен протирей Петър Покровски
2014 - 2017 г. игумен е протойерей Венцислав Тонов
2017 - 13.05.2020 г. игумен е архимандрит Антим
От 15.05.2020 г. игумен е йеромонах Тимотей Павлов
От 10.07.2020 г. игумен е архимандрит Севастиан Александров от гр. София 